# Pseudorhynchus hastatus
Pseudorhynchus hastatus är en insektsart som först beskrevs av Bolívar, I. 1890.  Pseudorhynchus hastatus ingår i släktet Pseudorhynchus och familjen vårtbitare. Inga underarter finns listade i Catalogue of Life.